# 員林大道
員林大道是一條30米路寬並環繞整個員林市區的外環道路，為彰化縣第八期員林都市計畫之一，於2013年9月7日開放大部分路段通車。全長約8.8公里，接通了員林市區各主要幹道，其效益是為改善長期以來交通堵塞問題。
自2013年9月7日通車以來未有正式路名，因此彰化縣政府辦理網路票選活動，開放給大眾居民們上網投票，最後選出「員林大道」而命名。
鐵路高架化後，打通位於溝皂地區的員林大道一段，員林大道於2015年1月1日全線通車
由於員林大道架設許多測速照相儀器，許多用路人不滿員林大道的40km/h速限，無法達到紓解交通的目的，用路人甚至開始拒行員林大道，經多方抗議後，彰化縣政府於2015年4月30日提升員林大道速限為50km/h
在2016年11月3日公告，員林大道七段與員鹿路一段路口，員林大道七段與員鹿路一段路口～員林大道一段與員集路二段路口列入縣道141號，員林大道七段與員鹿路一段路口～員林大道三段與員東路二段路口列入縣道148號，且剩餘路段正在申請為彰191線。